# Citoyens clandestins (roman)
Citoyens clandestins est un roman policier de l'écrivain français DOA, publié en 2007. Ce roman a obtenu le grand prix de littérature policière la même année.
Le 21 mars 2024 commence la diffusion, sur Arte, de la mini-série (quatre épisodes) télévisée homonyme, réalisée en 2022 par Lætitia Masson.

## Résumé
2001 - Les services secrets français viennent d'entrer en possession d'une information capitale : deux fûts d'un produit dangereux et toxique ont été achetés en Syrie par un citoyen libanais vivant en France. À quelques mois de l'élection présidentielle française, les risques d'un attentat terroriste sont au plus haut. Trois personnages vont se retrouver au centre d'une enquête mêlant de nombreux services de l'État et visant à retrouver ces deux fûts avant qu'ils ne soient utilisés : une jeune journaliste, Amel Balhimer, un espion infiltré dans un groupe terroriste, Karim Sayad (nom de code : Fennec) et enfin un agent secret surentraîné, nom de code : Lynx.

## Éditions
- Citoyens clandestins, Gallimard, coll. « Série noire », 8 février 2007, 704 p.  (ISBN 978-2-07-078153-9)
- Citoyens clandestins, Gallimard, coll. « Folio policier » no 539, 19 février 2009, 732 p.  (ISBN 978-2-07-037207-2)